# 5 juin
Pour les articles homonymes, voir Cinq-Juin.
5 mai 5 juillet
Chronologies thématiques
- Croisades
- Ferroviaires
- Sports
- Disney
- Anarchisme
- Catholicisme

Abréviations / Voir aussi
- (° 1852) = né en 1852
- († 1885) = mort en 1885
- a.s. = calendrier julien
- n.s. = calendrier grégorien
- Calendrier
- Calendrier perpétuel
- Liste de calendriers
- Naissances du jour

Le 5 juin est le 156e jour, moins souvent le 157e, de l'année du calendrier grégorien ; il en reste ensuite 209.
Son équivalent était généralement le 17 prairial du calendrier républicain ou révolutionnaire français, officiellement dénommé jour du sureau (la plante).

## Événements

### VIIIesiècle
- 774 : après avoir vaincu les lombards, Charlemagne se proclame Gratia Dei Rex Francorum et Langobardorum (« roi des Francs et des Lombards par la grâce de Dieu »).

### XIesiècle
- 1086 : victoire des Seldjoukides sur le Sultanat de roum en Syrie[1].

### XIIIesiècle
- 1288 : victoire de Jean Ier de Brabant à la bataille de Worringen clôturant la guerre de succession du Limbourg.

### XVesiècle
- 1478 : capitulation de la ville de Krujë (Croïa), en Albanie.

### XVIesiècle
- 1568 : Philippe de Montmorency et Lamoral d'Egmont sont exécutés sur la grande place de Bruxelles, pendant la guerre de Quatre-Vingts Ans.

### XVIIesiècle
- 1625 : la ville de Bréda se rend aux tercios du général Ambrosio Spinola.
- 1662 : Louis XIV prend le Soleil comme emblème.

### XVIIIesiècle
- 1763 : début du siège de Furiani, qui prendra fin le 19 juillet.
- 1794 : victoire britannique à la bataille de Port-Républicain, pendant la révolution haïtienne.
- 1798 : les Irlandais Unis sont vaincus par les Britanniques à la bataille de New Ross.

### XIXesiècle
- 1806 : dissolution de la République batave par Napoléon Ier, qu'il remplace par le Royaume de Hollande, dirigé par Louis Bonaparte.
- 1827 : prise d'Athènes par les troupes ottomanes, dans le cadre de la guerre d'indépendance grecque.
- 1832 :
  - insurrection à Paris jusqu'au lendemain 6 juin à la suite des obsèques du général de division de l'Empire Jean Maximilien Lamarque décédé le 1er juin victime de l'épidémie de choléra qui sévissait à Paris.
  - mise en circulation du franc belge.
- 1849 : entrée en vigueur de la première constitution danoise.
- 1862 : signature du traité de Saïgon, entre Tự Đức, empereur du Viêt Nam, et Louis Adolphe Bonard, pour le second empire français.
- 1864 : victoire de David Hunter, à la bataille de Piedmont, pendant la guerre de Sécession.
- 1883 : départ de la gare de Strasbourg (actuelle gare de l'Est) à Paris du premier convoi de l'« Express d'Orient », déjà appelé aussi « Orient-Express », à destination de Constantinople (Empire ottoman).
- 1900 : Pretoria, capitale du Transvaal, est prise par les troupes britanniques, lors de la deuxième guerre des Boers.

### XXesiècle
- 1940 : début de l'opération Fall Rot pendant la Bataille de France, la Wehrmacht avance vers le sud.
- 1944 : fin de l'Opération Shingle.
- 1945 : mise en place du Conseil de contrôle allié.
- 1947 : à l'université Harvard, le secrétaire d'État américain George Marshall annonce la création d'un plan d'aide à la reconstruction économique de l'Europe : le plan Marshall.
- 1963 : émeutes en Iran et arrestation de Rouhollah Khomeini.
- 1967 : début de la guerre des Six Jours entre Israël et les pays arabes voisins.
- 1968 : tentative d'assassinat de Robert Kennedy, homme politique américain, qui décédera le lendemain.
- 1975 : référendum sur le maintien du Royaume-Uni dans les Communautés européennes.
- 1981 : les Centres américains de contrôle et de prévention des maladies rapportent leurs observations sur une nouvelle maladie rare, elle sera nommée « SIDA » quelque temps après.
- 1997 : l'armée encercle la résidence de Denis Sassou-Nguesso, déclenchant la deuxième guerre civile du Congo-Brazzaville.
- 2000 : début de la Guerre des six jours, à Kisangani.

### XXIesiècle
- 2006 : séparation officielle après référendum de la Serbie-et-Monténégro en deux pays distincts.
- 2016 :
  - élection municipale à Rome.
  - second tour de l'élection présidentielle au Pérou.
- 2017 :
  - le Monténégro devient le 29e État membre de l'OTAN.
  - une nouvelle crise du Golfe débute, lorsque l'Arabie saoudite, les Émirats arabes unis, l'Égypte, la Mauritanie, les Maldives, les Comores et Maurice rompent leurs relations diplomatiques avec le Qatar.
- 2019 : au Danemark, les élections législatives ont lieu afin de renouveler pour quatre ans les 179 membres du Folketing, le parlement du pays. Elles sont remportées par le parti Social-démocratie. Le premier ministre du part libéral Lars Løkke Rasmussen reconnait sa défaite et il présente la démission de son gouvernement[2].
- 2020 :
  - une bataille de Tripoli en Libye s'achève par la victoire du Gouvernement d'union nationale soutenu par la Turquie qui repousse l'Armée nationale libyenne hors de la capitale et de sa banlieue[3].
  - des élections législatives ont lieu à Saint-Christophe-et-Niévès afin d'en renouveler onze des quinze sièges de l'Assemblée nationale du pays. C'est la coalition du Premier ministre Timothy Harris qui remporte le scrutin[4].

## Arts, culture et religion
- 754 : martyre de Boniface de Mayence ci-après.
- 1305 : l'archevêque de Bordeaux Bertrand de Got devient pape sous le nom de Clément V qui installe le siège de la papauté à Avignon (jusqu'en 1376). Il est le premier d'une série de papes français jusqu'à Grégoire XI (Pierre-Roger de Beaufort) qui mourra en 1378.
- 1610 : le festival du masque Téthys est présenté au palais de Whitehall pour célébrer l’investiture d’Henri Frederic, prince de Galles.
- 1882 : inauguration du musée Grévin à Paris à l'initiative du journaliste Arthur Meyer.
- 1977 : la 31e cérémonie des Tony Awards a eu lieu au Shubert Theatre de Broadway, elle récompense les productions théâtrales américaines en cours pendant la saison 1977-1978.
- 1969 : réception de Pierre Emmanuel (1916-1984) à l'Académie française.
- 2015 : sortie du film biopic musical sur les Beach Boys "Love and mercy", véritable histoire de Brian Wilson le leader fondateur du groupe avec Paul Dano puis John Cusack[5].

## Sciences et techniques
- 1969 : le Tupolev Tu-144 passe le mur du son.
- 1995 : Eric Cornell et Carl Wieman synthétisent le premier condensat de Bose-Einstein.
- 2017 : annonce de la découverte de l'exoplanète KELT-9b.
- 2024 : Le vaisseau spatial Boeing Starliner effectue son premier vol habité, transportant deux astronautes vers la Station spatiale internationale[6].

## Économie et société
- 1883 : inauguration de l'Orient-Express à Paris.
- 1983 : victoire du Franco-Camerounais Yannick Noah sur le Suédois Mats Wilander en finale de Roland-Garros (catégorie « simple messieurs »), la première (et la dernière) victoire d'un français depuis 1932 et les « Quatre Mousquetaires »[7].
- 1989 : victoire surprise en huitièmes de finale de Roland Garros du jeune joueur sino-américain de 17 ans Michael Chang contre le no 1 mondial et favori Ivan Lendl avec un service à la cuiller surprenant le joueur tchécoslovaque[8]. Michæl Chang remportera le titre quelques jours plus tard après une finale contre le Haïtien Ronald Agénor puis le Suédois Stefan Edberg.
- 2002 : lancement de la première édition « officielle » du navigateur « Mozilla Firefox ».
- 2004 : le maire écologiste de Bègles près de Bordeaux en Aquitaine Noël Mamère célèbre un premier mariage homosexuel en France dans sa dite commune malgré l'interdiction du gouvernement et de la loi d'alors.
- 2021 : au Burkina Faso, un massacre à Solhan pendant une insurrection djihadiste fait 160 morts[9].
- 2024 : au Soudan, une attaque des Forces de soutien rapide tue au moins 150 civils dans un village[10].

## Naissances

### XIVesiècle
- 1341 : Edmond de Langley, militaire et aristocrate britannique  († 1er août 1412).

### XVesiècle
- 1414 : Louis III Gonzague de Mantoue, noble italien marquis de Mantoue († 12 juin 1478).

### XVIIesiècle
- 1646 : Elena Cornaro Piscopia, philosophe et mathématicienne italienne, première femme à obtenir un diplôme universitaire († 28 / 26 juillet 1684).
- 1656 : Joseph Pitton de Tournefort, botaniste français († 29 décembre 1708).

### XVIIIesiècle
- 1719 : Géraud Valet de Réganhac, juriste et poète français († 18 juin 1787).
- 1723 : Adam Smith, économiste et philosophe britannique écossais († 17 juillet 1790).
- 1768 : Victor Donatien de Musset-Pathay, écrivain et haut fonctionnaire français, père d'Alfred de Musset († 8 avril 1832).

### XIXesiècle
- 1819 : John Couch Adams, astronome britannique († 21 janvier 1892).
- 1830 : Carmine Crocco, brigand italien († 18 juin 1905).
- 1856 : Réjane (Gabrielle-Charlotte Réju dite), comédienne française († 14 juin 1920).
- 1867 : Paul-Jean Toulet, poète français († 6 septembre 1920).
- 1868 : James Connolly, révolutionnaire et syndicaliste irlandais († 12 mai 1916).
- 1877 : André Vacherot, joueur français de tennis († 22 février 1924).
- 1878 : Pancho Villa, révolutionnaire mexicain († 20 juillet 1923).
- 1879 : Marcel Tournier, harpiste et compositeur français († 18 mai 1951).
- 1880 : Charles Lovy, militaire français († 29 mars 1903).
- 1883 : John Maynard Keynes, économiste britannique († 21 avril 1946).
- 1885 : Georges Mandel, homme politique français († 7 juillet 1944).
- 1894 : Roy Thomson (en), magnat canadien de la presse († 4 août 1976).
- 1895 : William Boyd, acteur américain († 12 septembre 1972).
- 1898 : 
  - Federico García Lorca, poète et dramaturge espagnol († 19 août 1936).
  - Robert Tocquet, écrivain français († 23 septembre 1993).
- 1900 : Dennis Gabor, physicien hongrois inventeur de l'holographie († 8 février 1979).

### XXesiècle
- 1903 : 
  - Adolf Kainz, kayakiste autrichien, champion olympique († 12 juillet 1948).
  - Sukarjo Wirjopranoto, homme politique indonésien († 23 octobre 1962).
- 1905 : Sigismond Damm, résistant français pendant la Seconde Guerre mondiale († 30 décembre 1944).
- 1909 : Henry Levin, réalisateur, acteur et producteur américain († 1er mai 1980).
- 1910 : Burton Jastram, rameur américain, champion olympique († 20 mai 1995).
- 1912 : 
  - Alexandru Todea, cardinal roumain († 22 mai 2002).
  - Josef Neckermann, cavalier allemand spécialiste du dressage, champion olympique († 13 janvier 1992).
- 1914 : George D. Painter, écrivain et biographe anglais († 8 décembre 2005).
- 1915 : Alfred Kazin, écrivain et critique littéraire américain († 5 juin 1998).
- 1917 : Maurice Duverger, juriste, politologue et professeur de droit français († 17 décembre 2014).
- 1919 : 
  - Richard Scarry, auteur, illustrateur américain († 30 avril 1994).
  - Veikko Huhtanen, gymnaste finlandais, champion olympique († 29 janvier 1976).
- 1920 : Cornelius Ryan, écrivain irlando-américain († 23 novembre 1974).
- 1921 : George Tarer, sage-femme et militante française guadeloupéenne des droits des femmes et des enfants.
- 1922 : Jean Bertola, auteur-compositeur-interprète, pianiste, arrangeur musical et directeur artistique français († 9 septembre 1989).
- 1923 :
  - Roger Lebel, acteur québécois († 18 juin 1994).
  - Jesús-Rafael Soto, artiste vénézuélien († 14 janvier 2005).
  - Xhafer Spahiu, homme politique albanais († 19 mai 1999).
- 1925 : Bill Hayes, acteur et chanteur américain († 12 janvier 2024).
- 1928 : Tony Richardson, réalisateur britannique († 14 novembre 1991).
- 1929 : Normand Hudon, caricaturiste, peintre et animateur québécois († 8 janvier 1997).
- 1931 :
  - Yves Blais, homme politique québécois († 22 novembre 1998).
  - David Browning, plongeur américain champion olympique († 14 mars 1956).
  - Jacques Demy, réalisateur français († 27 octobre 1990).
  - Nicole Péllissard-Darrigrand, plongeuse française († 10 mai 2021).
  - Jerzy Prokopiuk, philosophe polonais († 18 mars 2021).
- 1936 : Jacques Dewatre, officier, haut-fonctionnaire et diplomate français († 14 décembre 2021).
- 1937 : Hélène Cixous, philosophe, écrivaine et dramaturge française.
- 1938 : Karin Balzer, athlète allemande spécialiste du 80 m haies, championne olympique († 17 décembre 2019).
- 1939 : Joe Clark, homme politique canadien.
- 1940 : Gilles Lussier, évêque catholique québécois.
- 1941 :
  - Martha Argerich, pianiste argentine.
  - Spalding Gray, acteur américain († 10 janvier 2004).
- 1942 : Teodoro Obiang Nguema Mbasogo, homme d'État équatoguinéen, président de la Guinée équatoriale depuis 1979.
- 1943 : Marcel Bélanger, poète, écrivain, professeur d'université canadien († mai 2010).
- 1944 : 
  - Chris Finnegan, boxeur britannique champion olympique († 2 mars 2009).
  - Gillian Hills, chanteuse et actrice britannique de cinéma à la carrière discographique pour l'essentiel française.
- 1945 : André Lacroix, joueur de hockey sur glace québécois.
- 1946 : Robert Wattebled, évêque catholique français, évêque émérite de Nîmes.
- 1947 :
  - Laurie Anderson, chanteuse et instrumentiste américaine.
  - Tom Evans (en), musicien et compositeur anglais du groupe Badfinger († 19 novembre 1983).
  - David Hare, réalisateur, scénariste et producteur britannique.
- 1948 : Claude Spanghero, joueur de rugby à XV français.
- 1949 :
  - Guy Carlier, auteur et chroniqueur français.
  - Ken Follett, écrivain gallois.
- 1950 : Ronnie Dyson (en), chanteur américain († 10 novembre 1990).
- 1951 : Alain Billiet, artiste belge.
- 1952 :
  - Pierre Bruneau, journaliste et animateur de télévision québécois.
  - Carole Fredericks, chanteuse américaine († 7 juin 2001).
  - Nicko McBrain, batteur britannique.
- 1955 : Hervé This, chercheur et écrivain français, co-inventeur des gastronomie et cuisine moléculaires.
- 1956 :
  - Kenny G (Kenneth Gorelick dit), saxophoniste américain.
  - Richard A. Searfoss, astronaute américain († 29 septembre 2018).
- 1960 :
  - Mourad Boudjellal, entrepreneur, homme d'affaires et dirigeant du rugby à XV français.
  - Jo Prestia : acteur et kickboxer français
  - Isabelle Martinet, journaliste et animatrice de télévision française.
  - Roberto Molina, skipper espagnol, champion olympique.
- 1962 : Astrid de Belgique, princesse royale belge.
- 1965 :
  - Élisabeth Buffet, humoriste et actrice française.
  - Alfie Turcotte (Real Jean Turcotte dit), joueur de hockey sur glace canado-américain.
- 1967 :
  - Christophe Delay, journaliste français.
  - Joe DeLoach, athlète américain spécialiste du sprint, champion olympique.
  - Ron Livingston, acteur américain.
- 1968 : Hedi Slimane, photographe et styliste français.
- 1969 : 
  - David Luguillano, matador espagnol.
  - Brian McKnight, chanteur, parolier, producteur de pop et de R&B américain.
- 1970 : Martin Gélinas, joueur de hockey sur glace québécois.
- 1971 :
  - Susan Lynch, actrice irlandaise.
  - Mark Wahlberg, acteur américain, ex-chanteur sous le nom de Marky Mark.
- 1972 : Chakall, chef cuisinier argentin.
- 1975 : Thomas Lombard, joueur de rugby à XV et dirigeant sportif français.
- 1976 : Torry Holt, joueur de football américain.
- 1977 :
  - Navi Rawat, actrice américaine, ayant joué dans la série Numb3rs.
  - Martin Štěpánek, apnéiste tchèque, champion du monde d'apnée en poids constant.
- 1979 :
  - David Bisbal, chanteur espagnol.
  - Pete Wentz, bassiste du groupe américain Fall Out Boy.
- 1980 : Mike Fisher, joueur de hockey sur glace canadien.
- 1981 : Sébastien Lefebvre, guitariste du groupe québécois rock Simple Plan.
- 1982 : James Hiebert, joueur de hockey sur glace canadien.
- 1984 : Cécilia Cara, chanteuse et actrice française.
- 1985 : Jeremy Abbott, patineur artistique américain.
- 1986 : David Bolland, hockeyeur canadien.
- 1989 :
  - Cameron Atkinson, joueur de hockey sur glace américain.
  - Ed Davis, basketteur américain.
- 1990 : Radko Gudas, joueur de hockey sur glace tchèque.
- 1991 : Martin Braithwaite, joueur de football danois.
- 1992 : Emily Seebohm, nageuse australienne.
- 1995 : Troye Sivan, acteur australien.
- 1998 : Ioulia Lipnitskaïa, patineuse artistique russe.

### XXIesiècle
- 2003 : Aurélie Godet, wakeboardeuse française.
- 2007 : Álvaro Carpe, pilote de moto espagnole.

## Décès

### VIIIesiècle
- 754 : saint Boniface, évangélisateur de l'Allemagne, archevêque de Mayence, mort en martyr en Frise (° vers 675 / 680, voir saints ci-après).

### XIesiècle
- 1017 : Sanjo, empereur du Japon (° 5 février 976).

### XIVesiècle
- 1316 : Louis X, roi de Navarre et roi de France (° 4 octobre 1289).

### XVIesiècle
- 1568 : 
  - Lamoral, comte d'Egmont, homme d'État des Pays-Bas espagnols, exécuté sur la Grand-Place de Bruxelles (° 18 novembre 1522).
  - Philippe de Montmorency, homme d'État des Pays-Bas espagnols, exécuté sur la Grand-Place de Bruxelles  (° 1524).

### XVIIesiècle
- 1667 : Diane de Joannis de Chateaublanc, aristocrate française du XVIIe siècle (° 1635).

### XIXesiècle
- 1816 : Giovanni Paisiello, compositeur italien (° 9 mai 1740).
- 1819 : Bodawpaya, roi de Birmanie de 1782 à 1819 (° 11 mars 1745).
- 1825 : Ferdinand von Bubna und Littitz, général autrichien (° 26 novembre 1768).
- 1826 : Carl Maria von Weber, compositeur et chef d'orchestre (° 18 novembre 1786).
- 1873 : Auguste von Harrach, seconde épouse du roi Frédéric-Guillaume III de Prusse (° 30 août 1800).
- 1886 : 
  - Llewellyn Jewitt, illustrateur et graveur britannique (° 24 novembre 1816).
  - Antonio Varas, homme politique chilien (° 13 juin 1817).

### XXesiècle
- 1916 : Horatio Herbert Kitchener, général britannique (° 24 juin 1850).
- 1919 : Eugen Leviné, révolutionnaire communiste germano-russe  (° 10 mai 1883).
- 1921 : Georges Feydeau, auteur dramatique français (° 8 décembre 1862).
- 1932 : Mario Paniati, joueur de football italien (° 28 décembre 1907).
- 1944 : Józef Beck, ministre polonais des affaires étrangères (° 4 octobre 1894).
- 1948 : Glen Edwards, pilote d'essais canadien et américain (° 5 mars 1918).
- 1965 : Guillaume de Suède, prince suèdois (° 17 juin 1884).
- 1984 : sir Frederick Stratten Russell, zoologiste britannique (° 3 novembre 1897).
- 1993 : Conway Twitty, chanteur américain de musique country (° 1er septembre 1933).
- 1996 :
  - Arnaud Leterrier, auteur de bandes dessinées français (° 7 avril 1968).
  - Alfred Poulin, linguiste, traducteur, professeur d'université et poète américain (° 14 mars 1932).
  - Vito Scotti, acteur américain (° 26 janvier 1918).
- 1998 :
  - Alfred Kazin, écrivain et critique littéraire américain (° 5 juin 1915).
  - Jeanette Nolan, actrice américaine, veuve de l'acteur John McIntire (° 30 décembre 1911).
  - Dieter Roth, imprimeur, peintre et écrivain suisse (° 21 avril 1930).
- 1999 : 
  - Mel Tormé, chanteur, acteur et compositeur américain (° 13 septembre 1925).
  - Ernie Wilkins, saxophoniste américain (° 20 juillet 1922).

### XXIesiècle
- 2002 : 
  - Gaston Geens, homme politique belge (° 10 juin 1931).
  - Dee Dee Ramone (Douglas Glenn Colvin dit), bassiste du groupe de punk rock The Ramones (° 18 septembre 1951).
- 2003 : 
  - Jürgen Möllemann, homme politique allemand (° 15 juillet 1945).
  - Manuel Rosenthal, chef d’orchestre et compositeur français (° 18 juin 1904).
  - Meir Vilner, homme politique israélien (° 23 octobre 1918).
- 2004 :
  - Iona Brown, violoniste et chef d’orchestre britannique (° 7 janvier 1941).
  - Fernando Manzaneque, cycliste sur route espagnol (° 4 février 1934).
  - Ronald Reagan, 40e président des États-Unis d'Amérique, de 1981 à 1989 (° 6 février 1911).
  - Allan Sharpe, acteur écossais (° 13 janvier 1949).
- 2005 : 
  - Adolfo Aguilar Zínser, homme politique mexicain (° 2 décembre 1949).
  - Pepita Carpeña, militante féministe espagnole (° 19 décembre 1919).
- 2006 :
  - Irène Aïtoff, pianiste et chef de chant française (° 30 juillet 1904).
  - Henri Magne, copilote de rallye-raid français (° 9 mai 1953).
- 2012 : Ray Bradbury, écrivain américain (° 22 août 1920).
- 2015 :
  - Tarek Aziz, ancien ministre irakien des Affaires étrangères (° 28 avril 1936).
  - Alan Bond, homme d'affaires australien (° 22 avril 1938).
  - Sadun Boro, skipper turc (° 1928).
  - Kazuo Chiba, professeur d'aïkido japonais (° 5 février 1940).
  - Jerry Collins, joueur de rugby à XV néo-zélandais (° 4 novembre 1980).
  - Richard Johnson, acteur britannique (° 30 juillet 1927).
  - Julien Mawule Kouto, prélat catholique togolais (° 19 juin 1946).
  - Colette Marchand, actrice française (° 29 avril 1925).
  - Xavier de Roux, avocat et homme politique français (° 4 décembre 1940).
  - Maxime Scot, militaire parachutiste et résistant français (° 1er juin 1923).
  - Roger Vergé, cuisinier français (° 7 avril 1930).
- 2020 : Mikaël Yaouank, chanteur et musicien du groupe breton de chants de marins Djiboudjep.
- 2022 :
  - Haidar Abdul-Razzaq, footballeur irakien (° 9 juin 1982).
  - Richard Edwin Hills, astronome, professeur émérite de radioastronomie britannique (° 30 septembre 1945).
  - Roman Koutouzov, officier russe (° 5 juin 1969).
  - Aleksandr Nikitine, joueur d'échecs et entraîneur soviétique puis russe (° 27 janvier 1935).
- 2023 : 
  - Francesco Del Balso, mafioso canadien (° 13 avril 1970).
  - Astrud Gilberto, chanteuse brésilienne (° 29 mars 1940).
  - Robert Hanssen, agent spécial américain du FBI (° 18 avril 1944).
  - Tina Joemat-Pettersson, femme politique sud-africaine (° décembre 1963).
  - Mohamed Moâtassim, homme politique marocain (° 1956).
  - Vadim Malakhatko, joueur d'échecs ukrainien puis belge (° 22 mars 1977).
  - John Morris, homme politique britannique (° 5 novembre 1931).
  - Lilita Ozoliņa, actrice soviétique puis lettone (° 19 novembre 1947).
- 2024 : 
  - Ben, artiste franco-suisse (° 18 juillet 1935).
  - André Desvallées, muséologue français (° 20 juillet 1931).
  - Jean-Paul Émin, homme politique français (° 17 juin 1939).
  - Akira Endō, biochimiste et microbiologiste japonais (° 14 novembre 1933).
  - Daniel Etounga-Manguelle, ingénieur-conseil, économiste et écrivain camerounais (° 20 janvier 1943).
  - Rosalina Neri, chanteuse lyrique et actrice italienne (° 12 novembre 1927).
  - Reiner Uthoff, écrivain, directeur de théâtre et artiste de cabaret allemand (° 19 septembre 1937).
- 2025 :
  - Djoher Amhis-Ouksel, essayiste et femme de lettres algérienne (° 1928).
  - Bill Atkinson, informaticien et photographe américain (° 17 mars 1951).
  - Diana Domingues, enseignante, chercheuse et artiste numérique brésilienne (° 1947).
  - Edgar Lungu, homme d'État zambien (° 11 novembre 1956).
  - Michel Schifres, journaliste français (° 1er mai 1946).
  - Pierre Toubert, historien français (° 29 novembre 1932).

## Célébrations

### Internationales (Nations unies)
Journée mondiale de l'environnement instaurée par l'ONU ;
- dont journée internationale de la lutte contre la pêche illicite, non déclarée et non réglementée, adoptée par l'ONU le 5 décembre 2017[12].

### Nationales
- Bosnie-Herzégovine (Europe) : fête de la micronation autoproclamée Hajdučka Republika Mijata Tomića.
- Danemark (Union européenne) : Grundlovsdag / « jour de la Constitution » et fête nationale.
- Guinée équatoriale (Union africaine) : fête du président[réf. nécessaire] en l'honneur de son anniversaire de naissance en 1942 ci-avant.
- Iran : anniversaire du « mouvement du 15 Khordad » (en perse: نهضت پانزده خرداد).[réf. nécessaire]
- Nouvelle-Zélande : arbor day / « jour de l'arbre »)[13].
- Seychelles (Union africaine) : fête de la libération[14].
- Suriname : fête de l'arrivée des Indiens[15].

### Saints des Églises chrétiennes

#### Saints catholiques et orthodoxes du jour
Référencés ci-après in fine, :
- Allyre († vers 370 ou 387) -« Alyre » ou « Illidius »-, évêque de Clermont en Auvergne, quatrième évêque des Arvernes.
- Boniface de Mayence († 754), apôtre de la Germanie et martyr.
- Dorothée de Tyr († vers 362), évêque de Tyr, martyr en Thrace sous l'empereur romain Julien.
- Eutyches († vers 532 ou 539) -« Eutyche » ou « Eutyque »-, évêque de Côme en Ligurie.
- Marcien, Nicandre, Nicanor, Apollonius, Léonide, Arrios, Gorgios, Hyperechios, Selinias, Irène et Pammon (IIIe siècle ou IVe siècle ?), martyrs en Égypte antique.
- Meinwerk de Paderborn († 1036), bienheureux, évêque de Paderborn, parent de l'empereur Henri II.
- Pierre de Koricha († vers 1270 ou 1275), ascète à Koricha près de Prizren en Serbie.
- Porchaire († vers 600), abbé de l'abbaye de Saint-Hilaire de Poitiers.
- Sanche de Cordoue († 851), bienheureux, originaire d'Albi, martyr à Cordoue.
- Zénaïde, Cyria, Valérie et Marcia (Ier siècle), martyres.

#### Saints et bienheureux catholiques du jour
référencés ci-après :
- Dominique Toaï et Dominique Huyen († 1862), laïcs vietnamiens, martyrs à Tang Gia au Tonkin sous l’empereur Tu Duc.
- Ferdinand († 1443) -ou « Fernand »-, bienheureux, fils du roi Jean Ier de Portugal.
- Franco d'Assergi (XIIe siècle), ermite près d'Assergi en Italie.
- Luc Vu Ba Loan († 1840), prêtre et martyr décapité sous l’empereur Minh Mang à Hanoï au Tonkin.
- Marguerite Lucie Szewczyk († 1905), bienheureuse religieuse polonaise fondatrice d'une congrégation religieuse.

#### Saints orthodoxes
aux dates parfois "juliennes" / orientales :
- Constantin († 1159), métropolite de Kiev en Ukraine, mort à Tchernigov où il s'était retiré pour éviter des troubles liés à sa nomination contestée par les princes russes.
- Igor II de Kiev († 1147), martyr, commémoration en Orient de la translation de ses reliques en 1150.
- Marc de Smyrne († 1801), apostat repenti, martyr par la main de musulmans sur l'ile de Chio(s).
- Pierre de Koricha († 1270), Ermite.

### Prénoms du jour
Bonne fête aux Igor et ses variantes : Ikor, Ingmar, Ingvar, Ingvarr.
Ainsi qu'aux :
- Boniface et sa variante d'origines italienne et corse Bonifacio.
- Aux Sanche et ses variantes : Sancho, Sanz, etc.
- Aux Tuno.

## Traditions et superstitions

### Astrologie
Signe du zodiaque : 15e jour du signe astrologique des Gémeaux.

## Toponymie
Plusieurs voies, places, sites ou édifices de pays ou provinces francophones contiennent la date du jour dans leur nom : voir Cinq-Juin.